# Sala Verde (Casa Branca)

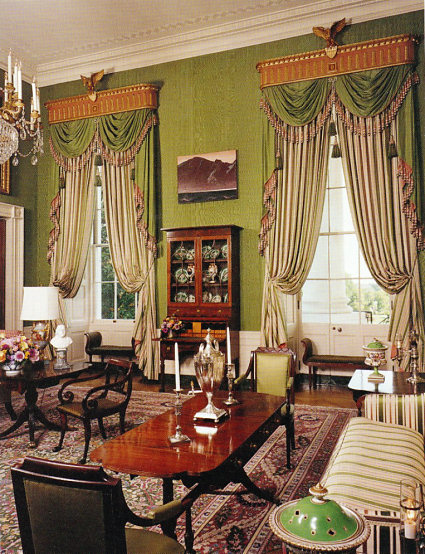
Sala Verde durante o governo Clinton.

A Sala Verde (em inglês:  Green Room) é um dos três salões de estado no primeiro andar da Casa Branca. É usada para pequenas recepções e chás. A sala é tradicionalmente decorada em tons de verde. A sala possui 28 ft X 22 ft. Tem seis portas que abrem para a Sala Leste e  para a Sala Azul.  

## História
A sala foi idealizada por James Hoban para ser a "Sala de Jantar Comum". Thomas Jefferson não usou a sala como sala de jantar e transformou o chão com lonas verdes. Durante os governos os presidentes e, principalmente, as primeiras-damas têm usado a sala para receber os convidados pessoais. O presidente James Madison assinou a primeira declaração de guerra (ver Guerra anglo-americana de 1812) nesta sala. O presidente James Monroe usou esta sala como sala de jogos e instalou nela duas mesas de cartas. Mas até 1820, esta funcionou como a Green Drawing Room (Sala Verde de Desenho) durante a administração de John Quincy Adams. Entre as cenas mais frequentes na Sala Verde eram, de ver a primeira-dama Frances Cleveland sempre cantando músicas românticas olhando pela janela, ou, de sempre ver o presidente Theodore Roosevelt comendo um pedaço de coxa de frango assada no almoço, ou Harry Truman sempre lendo um jornal, como da vez que foi relatado um "piripaque" ao ler a noticia em que a Coreia do Norte violou o Paralelo 38, assim, invadindo o Sul, em 1950, dando o inicio a Guerra da Coreia. 
O corpo do presidente Lincoln foi velado nesta sala após o seu assassinado no Teatro Ford. Mas, esta sala também foi palco de momentos de descontração, como a vez em que o presidente Kennedy deitou no chão desta sala por que achava a decoração mais atratente do que a de seu quarto. 